# Тоскана
Тоскана (итал. Toscana) је једна од 20 регија Италије. Налази се у њеном средишњем дијелу земље. Главни град је Фиренца, а познати градови су и Пиза, Ливорно, Прато, Сијена, Лука. Тоскана је позната по томе да је дала велики број уметника светског гласа, нарочито током времена ренесансе. Такође, Тоскана је позната и по заштићеним пределима (тзв. "културни пејзаж") и по великом броју очуваних старих градова. Због тога је на тлу Тоскане чак шест места стављено на списак баштине Унеска, а сама покрајина је једна од туристички најпосећенијих области света.
Тоскана има преко 120 заштићених резервата природе, што чини Тоскану и њен главни град Фиренцу популарним туристичким дестинацијама које привлаче милионе туриста сваке године. Године 2012, град Фиренца је био 89. град на свету по броју посета, са преко 1,834 милиона долазака.

## Порекло назива
Тврди се да назив покрајине потиче од имена народа Етрураца (Тоскана = Трускија), који су то подручје населили још у античко вријеме.

## Положај
Тоскана је средишња покрајина Италије, са изласком на Тиренско море на западу. Са осталих страна налазе се друге италијанске покрајине:
- северозапад - Лигурија
- север - Емилија-Ромања
- исток - Марке
- југоисток - Умбрија
- југ - Лацио

## Природне одлике
Површина покрајине је 22.990 km² и по овоме је Тоскана једна од најпространијих италијанских покрајина.

### Рељеф
У оквиру Тоскане разликује се неколико природних целина. Северни и источни део обухвата 25% површине покрајине и чине га северни и средишњи Апенини, који у потпуности затварају покрајину са севера и југа. Њихови највиши врхови досежу и преко 2.000 м надморске висине. У јужном и средишњем делу налази се пространо побрђе (66% покрајине), познато по виноградарству и воћарству. Ова целина покрајине, додатно прошарана бројним мањим старим насељима и усамљеним велепоседима, поседује изузетну лепоту, па је постала симбол појма "културни пејзаж", путем којег се ови предели чувају ка национално благо. Најмања целина, али много значајнија од свог удела у покрајини (8%) је равничарска, која обухвата махом долину реке Арно.

### Клима
Клима у већем делу Тоскане је средоземна клима, да би у планинским крајевима добила оштрије, планинске црте.

### Воде
Тоскана је приморска покрајина са изласком на североисточни део Тиренског мора на свом западу. Од речног система најзначајнији је Арно, који се готово може поистоветити са подручјем Тоскане, јер протиче кроз њене најважније делове. Друге значајне реке су Оброне (најважнији водоток у јужном делу), Серкио, Чечина. На граници са Умбријом постоји и неколико малих језера.

### Биљни и животиљски свет
Тоскана је иначе позната по својим брдовито-брежуљкастим пределима, који су украшени боровима чемпресима, дрвећем маслине и многим виноградима.
Тоскански архипелаг поред трећег по величини острва Италије, Елбе обухвата између осталих и мања острва као што су Ђиљо (Giglio), Капраја (Capraia), Пијаноза (Pianosa), Монтекристо (Montecristo), Ђанутри (Giannutri), Горгона (Gorgona).

### Предјели
У најљепше и најпознатије предјеле Тоскана убраја се Марема (Maremma), која се налази на југу регије, затим Кјанти-област између Фиренце и Сијене. Ту је и Етрурска ривијера, која се протеже дужином тосканске обале, све од Ливорна до Пјомбина. Међу лијепе предјеле могу се убројати и Муђело (Mugello), као и долина Кјане (Val di Chiana).

## Управна подела
Тоскана је подељена у 10 округа, одн. провинција са истоименим градовима као управним средиштима:
- Арецо
- Гросето
- Ливорно
- Лука
- Маса-Карара
- Пиза
- Пистоја
- Прато
- Сијена
- Фиренца

## Историја

### Праисторија и антика
Област Тоскане била је насељена још у доба праисторије. У доба касне праисторије постоје докази веза месног етрурског становништва са старогрчком цивилизацијом. Етрурци су 351. п. н. е. коначно припојени Риму и тиме су образовали седми, од једанаест региона, у које је Италију подијелио цар Августин у сврху олакшане управе. За вријеме Константина Тоскана је, заједно са Умбријом, спојена у јединствену провинцију, и под тим уређењем је остала све до времена око 400-те године. Римски историчар Амијанус Маркелинус је назначио подјелу Тоскане на Tuscia suburbicaria и Tuscia annonaria, притом је овај задњи дио лежао сјеверно од ријеке Арно.

### Средњи век
Након пада западног римског царства Тушча (Tuscia), је заједно са осталим италијанским провинцијама пала под власт Херула, једног племена Острогота, потом под власт грчких и ломбардијских војвода. Под овим посљедњим Тоскана (Тушча) је била сачињена од Tuscia Langobardorum која је лежала јужније, и Tuscia Regni, сјевернијег дијела. Tuscia Langobardorum се састојала из идућих округа: Витербо, Корнето и Болсена. Под Карлом Великим име Тоскана или Тушча је било сведено на име Тушча Рењи (Tuscia Regni).
Један од првих франачких грофова ових простора је био Бонифац, (Постојала су двојица звана овим именом, не зна се који), који се успјешно борио у Африци, 828. године, против Сарацена. Адалберт I, који га је наслиједио, провео је дуго времена у заробљеништву, јер је напао Луја III. Адалберт II Богати, који је оженио Берту, ћерку лотариншког краља Лотара II, играо је важну улогу у политици свога времена. Значајан гроф у историји Тоскане био је и Иго Велики, који је 989. г. постао војвода од Соплета. Мушка линија племића грофова завршила се са Бонифацом II. (или III.), који је 1052. г. Његова удовица Беатрис удала се 1055. г. за Готфрида, војводе од Лотрингије, и управљала је земљом све до њене смрти 1076. године.
Почетком другог миленијума започето је „круњење“ јединствене власти на градске самоуправе превођене великашким породицама. Тада се осамостаљују градови као што су Пиза, Сијена, Лука, Фиренца. Ова последња ће под вођством куће Медичи постепено, у 13. и 14. веку, преузети првенство и покорити остале градове. Фиренца се у следећим вековима издиже као важна „мала“ држава на целом континенту, а на пољу уметности и науке постаје главно стециште, нарочито у време ране ренесансе.

### Савремено доба
Померање трговачких путева на Атлантик доводи постепено до слабљења целог италијанског простора, па и војводства Фиренце. Око 1730те године Медичијеви губе власт. Тоскана постепено потпада под снажан утицај Француске, да би током Наполеонових ратова Тоскана била део његове Краљевине Италије, да би потом била под снажним утицајем Хабзбуршке монархије. 1861. г. дошло је до припајања ове области новооснованој Италији. Одмах је основана покрајина Тоскана, а Фиренца је била главни град државе до припајања Рима 1870. г. Нова владавина није донела привредни процват. Тек у другој половини 20. века покрајина је успела развити се у високоразвијену област Италије.

## Становништво
Данас Тоскана има близу 3,7 милиона становника и то је једна од средње насељених покрајина Италије. То је за 40% више становника него пре једног века, односно за 10% више него пре 25 година. По овоме се може рећи да је раст становништва био спорији него у другим деловима државе.
Густина насељености је око 160 ст./км², што је мање од државног просека (200 ст./км²). Међутим, равничарски део покрајине око реке Арно и тиренско приобаље су изузетно густо насељени - преко 300 ст./км². Овај део је и развијенији и окренут индустрији и туризму. Апенинско подручје на северу и област побрђа на југу, усмерени махом на пољопривреду, су слабо насељени. Посебно је густо насељена „економска кичма“ покрајине дуж доњег тока реке Арно са градовима: Фиренца, Прато, Пистоја, Пиза, Лука, Ливорно.
У покрајини доминира италијанско становништво. Утицај наглог развоја покрајине у последњим деценијама огледа се и у великом уделу становништва са привременим боравком (7,4%), од чега су најбројнији Кинези. Не треба занемарити ни повећи број новог, богатог становништва насталог од некадашњих туриста, махом Британаца и Американаца.

## Привреда
Главне привредне гране у већини дијелова регије су углавном туризам и пољопривреда. Пољопривреда се углавном темељи на узгајању винове лозе и производњи маслиновог уља. Тосканска вина заузимају мјесто међу најквалитетнијим свјетским винима. Кјанти, Брунело ди Монталчино и Вино Нобиле ди Монтепулчано су најпознатије сорте тосканских вина.
Следећи битан привредни чинилац јесте производња челика у околини Пјомбина, која се ту обавља још из времена Етрураца. Такође, на северозападу покрајине су каменоломи познатог Карара мермера.
У Тоскани се узгаја и једна раса говечета, раса Кијанина (Chianina), која се води као раса са највећим примјерцима говечета у свијету. То је такође једна од битних грана привреде. Ова раса поријекло води управо баш из Тоскане.
Индустрија је махом развијена око великих градова и разноврсна је.
Туризам је изузетно битна развојна грана покрајине. Развијене су све врсте туризма, од којих се највише истиче културолошки туризам, везан за очувано градиђеско и уметничко наслеђе и знаменита места.

## Галерија
Фотографије градова покрајине
- Фиренца
- Пиза
- Сијена
- Ливорно
- Прато
- Лука
- Пистоја
- Арецо